# George Madison
George Madison, född i juni 1763 i Virginia, död 14 oktober 1816 i Paris, Kentucky, var en amerikansk militär och politiker (demokrat-republikan). Han var Kentuckys guvernör från 5 september 1816 fram till sin död några veckor senare. Han var bror till den anglikanska biskopen i Virginia James Madison och dessutom släkt med president James Madison.
Madison deltog i amerikanska revolutionskriget, nordvästra indiankriget och 1812 års krig. I slaget vid Frenchtown blev han tillfångatagen av brittiska trupper för att bli frigiven i ett utbyte av fångar ett år senare.
Madison efterträdde 1816 Isaac Shelby som guvernör. Senare samma år avled han i ämbetet och efterträddes av Gabriel Slaughter. Guvernör Madison gravsattes på Frankfort Cemetery i Frankfort.